# Sandro Mazzola
Alessandro "Sandro" Mazzola (født 8. november 1942 i Torino, Italien) er en italiensk tidligere fodboldspiller (offensiv midtbane/angriber).
Mazzola er søn af en anden legendarisk italiensk fodboldspiller, Valentino Mazzola, som spillede for Torino FC og døde i flyulykken i Superga i 1949, hvor adskillige spillere fra Torino og det italienske landshold mistede livet.

## Klubkarriere
På klubplan tilbragte Mazzola hele sin aktive karriere, fra 1960 til 1977, hos Milano-storklubben Inter. Her var han en bærende kraft på holdet, der i en årrække var dominerende i både italiensk og europæisk fodbold. Han var med til at vinde fire Serie A-titler, to udgaver af Mesterholdenes Europa Cup og to Intercontinental Cup-trofæer. I 1971 blev han nummer to i Ballon d'Or-kåringen, kun slået af hollandske Johan Cruijff.

## Landshold
Mazzola spillede desuden 70 kampe for det italienske landshold, hvori han scorede 22 mål. Hans første landskamp var en venskabskamp på hjemmebane mod Brasilien 12. maj 1963.
For Italiens landshold var Mazzola med til at vinde guld ved EM 1968 på hjemmebane. To år senere deltog han også ved VM 1970 i Mexico, hvor italienerne vandt sølv efter finalenederlag til Brasilien. Derudover deltog han ved VM 1966 i England, samt VM 1974 i Vesttyskland.

## Efter karrierestop
Efter at have stoppet sin aktive karriere har Mazzola blandt andet fungeret som ekspertkommentator på den italienske TV-station RAI.

## Titler
Serie A
- 1963, 1965, 1966 og 1971 med Inter

Mesterholdenes Europa Cup
- 1964 og 1965 med Inter

Intercontinental Cup
- 1964 og 1965 med Inter

EM
- 1968 med Italien